# Người Thụy Sĩ
Người Thụy Sĩ (tiếng Đức: die Schweizer, tiếng Pháp: les Suisses, tiếng Ý: gli Svizzeri, tiếng Romansh: ils Svizzers) là công dân của nước Thụy Sĩ  hoặc người gốc Thụy Sĩ.
Số lượng công dân Thụy Sĩ đã tăng từ 1,7 triệu vào năm 1815 lên 7 triệu vào năm 2016. Hơn 1,5 triệu công dân Thụy Sĩ giữ nhiều quốc tịch. Khoảng 11% công dân sống ở nước ngoài (0,8 triệu, trong đó 0,6 triệu người có nhiều quốc tịch). Khoảng 60% những người sống ở nước ngoài cư trú trong Liên minh châu Âu (0,46 triệu). Các nhóm lớn nhất của con cháu người Thụy Sĩ và quốc tịch bên ngoài châu Âu được tìm thấy ở Hoa Kỳ và Canada.
Mặc dù nhà nước hiện đại của Thụy Sĩ bắt nguồn từ năm 1848, thời kỳ của chủ nghĩa dân tộc lãng mạn, nó không phải là quốc gia và người Thụy Sĩ thường không được coi là thành lập một nhóm dân tộc duy nhất, mà là một liên minh (Eidgenossenschaft) hoặc Willensnation ("quốc gia của ý chí", "quốc gia theo sự lựa chọn", nghĩa là một quốc gia có liên quan), một thuật ngữ được đặt ra trái ngược với " quốc gia " theo nghĩa ngôn ngữ thông thường hoặc dân tộc của thuật ngữ này.
Từ Swiss (Thụy Sĩ) (trước đây là tiếng Anh cũng là Switzer) và tên của nước Thụy Sĩ, cuối cùng có nguồn gốc từ tên gọi Schwyz, đã được sử dụng rộng rãi để chỉ Cựu Liên bang Thụy Sĩ từ thế kỷ 16.